# Бомбардування Мюнхена
Бомбардування Мюнхена (нім. Luftangriffe auf München) відбувалися переважно на пізніх етапах Другої світової війни. Мюнхен був і залишається важливим німецьким містом, як у культурному, так і в промисловому плані. Незважаючи на значну відстань від Великої Британії, Мюнхен легко знайти з повітря, головним чином завдяки його розмірам і, можливо, близькості до Австрійських Альп на південному сході як візуального орієнтира. Хоча на початку війни місто було захищено від Великої Британії своєю віддаленістю і після невеликого повітряного нальоту в листопаді 1940 року місто мало привертало увагу бомбардувальних сил, Мюнхен піддавався потужним атакам з 1944 року.
Мюнхен атакували бомбардувальники Командування бомбардувальної авіації Королівських військово-повітряних сил (RAF) та Військово-повітряних сил армії США (USAAF). На місто було 73 авіанальоти, внаслідок яких загинуло 6632 особи, а 15 800 поранено. Близько 90 % Альтштадту (старої частини міста) було серйозно пошкоджено через килимові бомбардування. Мюнхен вважався особливою мішенню для бомбардувань союзників також і з пропагандистською метою, оскільки він був «столицею руху», батьківщиною нацистської партії. У 1939 році населення Мюнхена становило близько 830 000 осіб, місто було четвертим за величиною містом у Німеччині.

## Пошкодження
Під час Другої світової війни на міську територію Мюнхена скинули близько 450 повітряних мін, 61 000 фугасних, 142 000 рідинно-запалювальних і 3 316 000 ручних запалювальних снарядів. Близько 90 % історичного старого міста Мюнхена було зруйновано, а на всій міській території рівень руйнування становив близько 50 % будівель. Внаслідок повітряних нальотів союзних військ близько 300 000 жителів залишилися без даху над головою, оскільки 81 500 квартир було повністю або частково зруйновано.
24 квітня 1944 року 234 літаки Avro Lancaster і 16 літаків De Havilland Mosquito Королівських Військово-повітряних сил атакували Мюнхен. Внаслідок руйнівної атаки зруйновано близько 80 % будівель у районі цілі. Атака відзначилася новим методом позначення цілей на низькому рівні з висоти 215 метрів. Карлсруе, розташоване далі на північний захід, також зазнало сильного бомбардування з боку ВПС Великої Британії тієї ночі, які під час нальоту втратили дев'ять літаків Lancaster.
Протягом дня 24 квітня 1944 року місто та околиці були піддані масованій атаці Військово-повітряних сил США. В атаці, що мала на меті обмежити виробництво літаків Dornier Do 335 на заводі Dornier Flugzeugwerke в Оберпфаффенгофені та лопаток турбін для осьового турбореактивного двигуна Junkers Jumo 004, брали участь понад сімсот бомбардувальників, яких супроводжували літаки P-51B, P-38J та P-47D, а також близько восьмисот винищувачів. Літаки Boeing B-17 Flying Fortress та зведені бомбардувальники B-24 Liberator пілотувалися з 8-ю та 9-ю повітряними арміями США.

## Увічнення пам'яті
Хоча місто відновили після війни, пам'ятники жертвам повітряних нальотів часто зустрічаються лише на військових меморіалах, де поруч з іменами військовослужбовців вказані імена жертв серед цивільного населення. Хоча вони не відмічені як цивільні, це особливо помітно через спільну дату загибелі, що збігається з датами повітряних нальотів.

## Список атак
| Дата               | Місце                      | Жертви                       | Атакуючий                | Атакуючі сили                             | Кількість снарядів | Примітки |
| ------------------ | -------------------------- | ---------------------------- | ------------------------ | ----------------------------------------- | --- | --- |
| 10 березня 1944    |                            | відсутні                     | Велика Британія          | невідомо                                  | три сигнальні снаряди | перший авіаналіт, без бомб і жертв |
| 4 червня 1940      | Рім, Аллах                 | 8 загиблих                   | Велика Британія, Франція | невідомо                                  | | перший авіаційний наліт із застосуванням бомб на завод авіаційних двигунів BMW |
| 19—20 вересня 1942 | Без конкретної цілі        | 149 загиблих, 413 поранено   | Велика Британія          | близько 30 бомбардувальників              | 168 тонн, зокрема 55 мінних і 5000 запалювальних снарядів                                                                        | |
| 21 грудня 1942     | Захід міста                | 21 загиблий                  | Велика Британія          | 15 бомбардувальників                      | 14 мінних снарядів масою 1,8 тонни, 5800 стрижневих запалювальних снарядів тощо                                                  | |
| 9—10 березня 1943  | Центр міста                | 212 загиблих, 436 поранено   | Велика Британія          | більш як 100 бомбардувальників            | 66 мінних, 99 фугасних, 1000 фосфорних, 70 000 запалювальних снарядів тощо                                                       | пошкоджено головний завод BMW і газовий завод, трамвайне депо, Коричневий будинок, 9000 осіб залишилися без житла, під час атаки збито три бомбардувальники, випущено більш ніж 15 000 зенітних снарядів |
| 7 вересня 1943     | Все місто                  | 208 загиблих, 785 поранено   | Велика Британія          | 365 бомбардувальників                     | 127 сигнальних, 73 мінних, 269 вибухових, 6000 фосфорних і 180 000 запалювальних снарядів                                        | 17 597 осіб залишилося без житла, пошкоджено 3833 об'єкти нерухомості, сильно пошкоджено гуртовий ринок |
| 2—3 жовтня 1943    | Центр міста                | 233 загиблих, 906 поранено   | Велика Британія          | 273 бомбардувальники                      | 500 тонн, серед них 78 мінних, 309 фугасних, 7000 фосфорних і 190 000 запалювальних снарядів                                     | пошкоджено 35 церков і 15 лікарень, з них кілька зазнали серйозних руйнувань, зруйновано Національний театр Мюнхену, знищено велику кількість продуктів харчування, під час атаки збито 5 бомбардувальників |
| 8 жовтня 1943      | Центр міста                |                              | Велика Британія          | кілька бомбардувальників                  | | внаслідок штовханини перед укриттям під час атаки вісім осіб загинуло, кілька отримали поранення |
| 18 березня 1944    | Центр міста                | 173 загиблих, 296 поранено   | Велика Британія          | 738 бомбардувальників                     | 339 фугасних і 805 рідинно-запалювальних снарядів                                                                                | пошкоджено житловий будинок, кілька церков і лікарень, пошта, сильно пошкоджено східну частину центра міста, випущено близько 6000 зенітних снарядів |
| 24—25 квітня 1944  | Мюнхен-Ау                  | 139 загиблих, 4185 поранено  | Велика Британія          | 400 бомбардувальників                     | 7 фугасних снарядів масою 2 тонни, 550 000 ручних запалювальних, 14 160 фосфорних, 10 245 вогнеметних, 54 фугасних снарядів тощо | для відбиття атаки не застосовувалися німецькі нічні винищувачі, зруйновано близько 80 % району Ау; пряме влучання у будівлю державного парламенту, серйозних руйнувань зазнали стара ратуша, адміністрація Мюнхена, багато церков і художніх галерей, внаслідок атаки без житла залишилися близько 70 000 осіб, під час атаки збито 13 бомбардувальників |
| 9 червня 1944      | Залізничні колії           | 147 загиблих, 107 поранено   | США                      | від 400 до 500 бомбардувальників          | 1192 вибухових, 325 осколкових і 247 рідинно-запалювальних снарядів                                                              | сильних руйнувань зазнала лікарня, знищено усі шляхи сполучення до головного залізничного вокзалу, близько 5000 осіб залишилися без житла |
| 13 червня 1944     | Центр міста                | 302 загиблих, 184 поранено   | США                      | 600 бомбардувальників                     | 4021 вибухових, 258 осколкових і 1009 рідинно-запалювальних снарядів                                                             | серед цілей завод авіаційних двигунів BMW, близько 15 000 осіб залишилися без житла |
| 12 липня 1944      | Центр міста                | 1453 загиблих, 4525 поранено | США                      | 1124 бомбардувальники                     | 10 000 вибухових, 25 000 фосфорних, 400 000 запалювальних снарядів тощо                                                          | найбільш руйнівна атака, внаслідок якої пошкоджено близько 4000 будівель, зоопарк, державна опера, 11 церков, серйозних руйнувань зазнали 23 лікарні, зруйновано головну будівлю Мюнхенського університету, близько 200 000 осіб залишилися без житла, під час атаки збито 25 бомбардувальників                                                           |
| 13 липня 1944      | Центр міста                | 1453 загиблих, 4525 поранено | США                      | 1260 бомбардувальників                    | 2000 вибухових, 250 000 запалювальних снарядів тощо                                                                              | найбільш руйнівна атака, внаслідок якої пошкоджено близько 4000 будівель, зоопарк, державна опера, 11 церков, серйозних руйнувань зазнали 23 лікарні, зруйновано головну будівлю Мюнхенського університету, близько 200 000 осіб залишилися без житла, під час атаки збито 25 бомбардувальників                                                           |
| 16 липня 1944      | Центр міста                | 1453 загиблих, 4525 поранено | США                      | 1078 бомбардувальників                    | 4000 фугасних, 8700 вогнеметних, 125 009 запалювальних снарядів тощо                                                             | найбільш руйнівна атака, внаслідок якої пошкоджено близько 4000 будівель, зоопарк, державна опера, 11 церков, серйозних руйнувань зазнали 23 лікарні, зруйновано головну будівлю Мюнхенського університету, близько 200 000 осіб залишилися без житла, під час атаки збито 25 бомбардувальників                                                           |
| 19 липня 1944      | Центр міста                | 180 загиблих, 131 поранено   | США                      | 1500 бомбардувальників                    | 2500 вибухових, 157 000 запалювальних снарядів тощо                                                                              | сильно пошкоджені заводи BMW і східна частина міста, близько 2000 осіб залишилися без житла |
| 31 липня 1944      | Околиці міста              | 114 загиблих, 100 поранено   | США                      | 567 бомбардувальників, кілька винищувачів | 2650 фугасних, 540 рідинно-запалювальних, 180 000 ручних запалювальних снарядів і 380 кілограм листівок тощо                     | серйозно пошкоджено об'єкти промисловості, близько 20 000 осіб залишилися без житла, під час атаки збито 11 літаків |
| 17 грудня 1944     | Стара частина міста        | 562 загиблих, 909 поранено   | Велика Британія          | 300 бомбардувальників                     | 75 мінних, 1100 фугасних, 3000 вогнеметних, 75 000 ручних запалювальних снарядів тощо                                            | внаслідок атаки без житла залишилися близько 49 000 осіб |
| 8 січня 1945       | Центр міста                | 505 загиблих                 | Велика Британія          | 597 бомбардувальників                     | | |
| 25 квітня 1945     | Мюнхен-Пазінг, центр міста | 45 загиблих, 44 поранено     |                          | невідомо                                  | 160 вибухових і 300 запалювальних снарядів                                                                                       | пошкоджено 84 будівлі, без житла залишилося 600 осіб |
| 26 квітня 1945     | Рім                        | 3 поранено                   |                          | невідомо                                  | 10 фугасних снарядів, вогонь з бортової авіаційної зброї                                                                         | останній, сімдесят третій авіаційний наліт на Мюнхен |